# Limerick
Limerick é uma cidade da Irlanda. A cidade se encontra na região Centro-Oeste da Irlanda, na margem sul do estuário do rio Shannon, na província de Munster. Na região urbana tem 94,192 habitantes (2024) e é a segunda maior cidade da província. Limerick possui indústrias de carne e muitas atividades comerciais, agrícolas, tecnologia, e turismo. A temperatura média anual em Limerick é 11 °C e o índice pluviométrico 927mm.

Desde 1898 a cidade possui estatuto de condado administrativo (county-boroughs). É conhecida por ser a cidade natal de Dolores O'Riordan.

## História

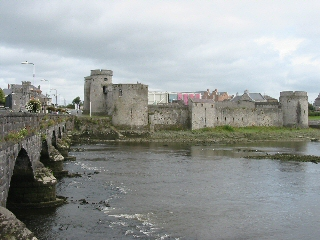
Castelo de D. João I, construído no século XIII

A história de Limerick remonta ao tempo da sua fundação pelos viquingues em 812 na King's Island (ou Ilha do Rei, uma ilha no rio Shannon).
Em 1197 a cidade recebeu o foral e, sob as ordens do Rei João foi construído um castelo, fornecendo, juntamente com as muralhas construídas aquando da sua fundação, uma proteção adicional. Apesar de tudo a cidade foi cercada três vezes no século XVII, que culminou com a assinatura do Tratado de Limerick. A maior parte da cidade foi construída durante a próspera época georgiana, que acabou abrutamente com o Ato de União em 1800. A depressão durou dois séculos, altura em que ocorreu a grande fome irlandesa de 1845 a 1849, a guerra de independência e o período de Emergência da Segunda Guerra Mundial, até à explosão económica na década de noventa que durou até à crise económica de 2008. Atualmente, a cidade tem uma população multicultural em crescimento.